# دامبادنیا
دامبادنیا (به لاتین: Dambadeniya) یک شهر باستانی و ویرانه در سری‌لانکا است که در استان شمال غربی، سری‌لانکا واقع شده‌است.